# Jubileo de los Jóvenes de 1984
El Jubileo de los Jóvenes de 1984 fue una reunión internacional organizada por el papa Juan Pablo II con motivo del Año Santo de la Redención. Esta fue la primera gran reunión de jóvenes organizada por la Iglesia católica. Donde surgió la idea de las Jornadas Mundiales de la Juventud, que se han ido celebrado desde entonces cada dos o tres años, en diferentes países del mundo.
El encuentro con el papa se celebró en Roma el sábado 14 de abril de 1984. Los jóvenes se encontraron en la mañana en la plaza de la basílica de San Juan de Letrán para la Misa, a continuación, una larga procesión se dirigió hacia la plaza de San Pedro de la Ciudad del Vaticano, donde fueron al encuentro del papa que, para la ocasión, se abrieron las puertas en la escalinata de la basílica de San Pedro por la Madre Teresa de Calcuta.
A la reunión asistieron unas 300 000 personas, en su mayoría italianos, pero con una importante presencia de jóvenes de otros países.
Al día siguiente, el papa concluyó el Jubileo de los Jóvenes con el angelus durante el Domingo de Ramos.
La semana siguiente, el Domingo de Pascua, 22 de abril de 1984, Juan Pablo II entregó a los jóvenes la Cruz de los Jóvenes como símbolo del "amor del Señor Jesús por la humanidad y como anuncio que sólo en Cristo muerto y resucitado está la salvación y la redención". En esta ocasión se renovó la cita para una reunión con los jóvenes el Domingo de Ramos siguiente, 31 de marzo de 1985, el año en que la ONU celebraba el Año Internacional de la Juventud (1985).